# Blourde
Die Blourde (im Unterlauf auch: Grande Blourde) ist ein Fluss in Frankreich, der in der Region Nouvelle-Aquitaine verläuft. Sie entspringt im Gemeindegebiet von Brillac, entwässert generell Richtung Nord bis Nordwest und mündet nach rund 47 Kilometern im Gemeindegebiet von Persac, gegenüber von Gouex, als rechter Nebenfluss in die Vienne. Nur knapp 100 Meter weiter flussabwärts mündet ihr Schwesternfluss, die Petite Blourde, ebenfalls in die Vienne.
Auf ihrem Weg durchquert die Blourde die Départements Charente und Vienne.

## Orte am Fluss
- Oradour-Fanais
- Luchapt
- Mouterre-sur-Blourde
- Persac